# محسن عبدالوهاب
محسن عبدالوهاب (زاده ۲۲ دی ۱۳۳۶ در تهران) کارگردان و فیلم‌نامه‌نویس اهل ایران است. وی فعالیت سینمایی را از سال ۱۳۵۹ با تدوین فیلم‌های مستند و داستانی آغاز کرد.

## فعالیت‌های سینمایی

### کارگردان
- به دنیا آمدن (۱۳۹۴)
- لطفاً مزاحم نشوید (۱۳۸۸)
- خون‌بازی (۱۳۸۵)
- گیلانه (۱۳۸۳)
- همسران حاج عباس (مستند)

### دستیار کارگردان
- روایت سه‌گانه (اپیزود سوم، ننه گیلانه) (۱۳۸۲)
- روزگار ما (۱۳۸۰)
- زیر پوست شهر (۱۳۷۹)

### گروه کارگردانی
زیر پوست شهر (۱۳۷۹)

### فیلم‌نامه
- به دنیا آمدن (۱۳۹۴)
- لطفاً مزاحم نشوید (۱۳۸۸)
- خون‌بازی (۱۳۸۵)
- گیلانه (۱۳۸۳)

### برنامه‌ریز
- روایت سه‌گانه (اپیزود سوم، ننه گیلانه) (۱۳۸۲)
- زیر پوست شهر (۱۳۷۹)

### منشی صحنه
- نرگس (۱۳۷۰)

### مجری طرح
- زینت (۱۳۷۲)

### تدوین
- روزگار ما (۱۳۸۰)